# واسوباندو
واسوبَندهو (انگلیسی: Vasubandhu) فیلسوف و راهب بودایی اهل هند بود که در قرن چهارم یا پنجم میلادی می‌زیست. او یکی از مهم‌ترین چهره‌ها در توسعه بودیسم مهایانه و به ویژه مکتب یوگاچاره به‌شمار می‌رود. واسوبَندهو در ابتدا به عنوان یک دانشمند مکتب سرواستیوَده (Sarvāstivāda) فعالیت می‌کرد، اما بعدها تحت تأثیر برادر بزرگترش، اَسَنگه (Asanga)، به مهایانه گروید.
واسوبَندهو آثار فلسفی بسیاری نوشته است که از جمله مهم‌ترین آنها می‌توان به خزانه‌داری ابهیدارما (Vasubandhu’s Abhidharmakósa) / «اَبیدَرمَه‌کوشَه» (Abhidharmakośa) و «وِیمشَتیکا» (Vimśatikā) اشاره کرد. «اَبیدَرمَه‌کوشَه» یک رساله جامع در زمینه اَبیدَرمَه (Abhidharma) است که به‌طور گسترده توسط دانشمندان بودایی مورد مطالعه قرار گرفته است. «وِیمشَتیکا» نیز یک متن کوتاه اما تأثیرگذار در زمینه یوگاچاره است که به بررسی ماهیت ذهن و آگاهی می‌پردازد.
واسوبَندهو در آثار خود به دفاع از آرمان‌گرایی و نظریه «تنها ذهن» پرداخته و استدلال کرده است که جهان خارجی تنها یک تصویر ذهنی است. او همچنین به تبیین مفاهیمی مانند «ذَخیره آگاهی» (ālayavijñāna) و «سه ماهیت» (trisvabhāva) پرداخته است که از مفاهیم کلیدی در یوگاچاره هستند.
آثار و اندیشه‌های واسوبَندهو تأثیر عمیقی بر توسعه بودیسم در هند و دیگر کشورهای آسیایی داشته است. او به عنوان یکی از بزرگ‌ترین متفکران بودایی در تاریخ شناخته می‌شود و آثارش هنوز هم توسط دانشمندان و پیروان بودیسم مورد مطالعه و تحسین قرار می‌گیرد.